# Jeholodens

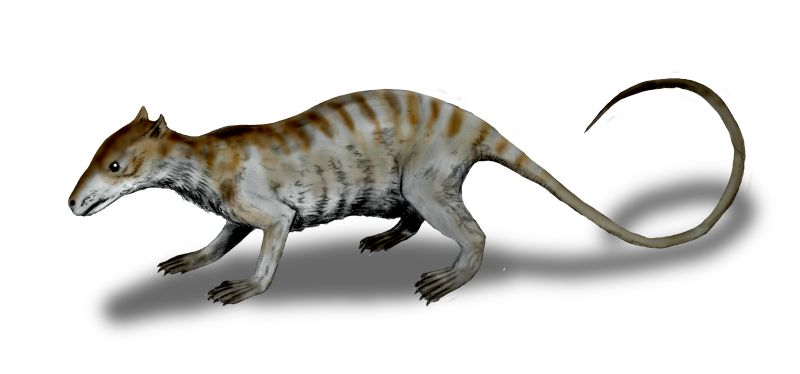
Реставрація

Jeholodens був примітивним ссавцем, що належав до ряду Eutriconodonta, і жив на території сучасного Китаю в середньому крейдяному періоді приблизно 125 мільйонів років тому.
Лише один екземпляр був офіційно описаний. Цей зразок (голотип) складається з практично повного зчленованого черепа та скелета, він має тілесні характеристики, як у більшості інших мезозойських ссавців; це був довгохвостий нічний тетрапод (з чіпкими пальцями рук і ніг), який вночі полював на комах, свою їжу.
Підозрюється, що це нічна істота, оскільки у нього були дуже великі очі, діаметром приблизно 5 мм. Це дозволило б йому мати краще нічне бачення для лову комах. Він відомий своєю відносно похідною морфологією передніх кінцівок, маючи лопатки та інші елементи грудного пояса, які можна порівняти з такими у сучасних теріан, як опосуми. Він також мав хапальні руки. Проте, навпаки, задні кінцівки зберегли примітивні ознаки, що свідчить про розпластану позицію.
Недавні дослідження показують, що він спеціалізувався на деревному способі життя, маючи чіпкі руки.